# ハーラルト・コノプカ
ハーラルト・コノプカ（Harald Konopka、1952年11月18日 -）は、ドイツ・デューレン出身の元サッカー選手。西ドイツ代表。

## 経歴
ポジションはDF。西ドイツ代表では2試合に出場。1978年のFIFAワールドカップ・アルゼンチン大会にも出場した。1.FCケルンでは奥寺康彦とチームメートであり、1977-78年にはリーグ優勝とポカールの2冠を獲得、翌年のUEFAチャンピオンズカップでは準決勝に進出した。

## タイトル
- 1.FCケルン
  - ブンデスリーガ : 1977-78
  - ポカール : 1976-77, 1977-78, 1982-83

- 個人タイトル
  - キッカー誌選出ブンデスリーガ年間ベストイレブン : 1977–78